# Sinfonia n. 2 (Prokof'ev)
La Sinfonia n. 2 in Re minore op. 40 è stata scritta da Sergej Sergeevič Prokof'ev a Parigi tra il 1924 e il 1925, durante quelli che lui definì "nove mesi di frenetico, duro lavoro".  Parlò di questa sinfonia come di un'opera di "ferro e acciaio".

## Storia
Dopo una lunga tournée in Europa, nel 1924 Prokof'ev si stabilì con la moglie Lina a Parigi. Il compositore non era molto in sintonia con l'ambiente musicale francese; a parte la sincera amicizia che lo legava a Maurice Ravel e a Francis Poulenc, i rapporti con altri musicisti, e in particolare con gli appartenenti al Gruppo dei Sei, non erano certo cordiali. Prokof'ev veniva spesso attaccato sul piano artistico da questi compositori che lo accusavano di vivere di rendita sulla scia del successo dei suoi brani precedenti; in particolate Georges Auric accusò il suo Concerto per violino op. 19 di essere artificiale e scritto ricalcando Mendelssohn. Questi attacchi convinsero Prokof'ev a comporre una nuova sinfonia "fatta di ferro e acciaio", opera che doveva essere eccezionalmente moderna e complessa, scritta in modo tale da farsi rispettare dimostrando ai musicisti francesi di quale tempra fosse fatto. Ben consapevole di aver lanciato una sfida all'ambiente musicale francese, passò i giorni in preparazione della prima esecuzione in preda all'ansia e alla preoccupazione.

### La prima e le reazioni
La prima della sinfonia avvenne all'Opéra di Parigi il 6 Giugno 1925, diretta dal dedicatario Serge Koussevitzky, e non fu ben accolta; il pubblico fischiò e i critici furono impietosi. Dopo la prima, Prokof'ev commentò sconsolato che né lui né il pubblico avevano compreso il brano. 
Prokof'ev affermò infatti che questa sinfonia lo portò per la prima volta nella sua vita ad avere dubbi sulla propria abilità di compositore, come egli stesso scrisse il 4 agosto 1925 all'amico Nikolaj Mjaskovskij: «Caro Nikolaj Jakovlevič... il lavoro è finito. Koussevitzky l'ha accettata immediatamente per eseguirla... Quando l'ho udita, non sono riuscito a sbrogliare ciò che la aggrovigliava... è talmente complessa che io stesso ascoltandola non sono arrivato ancora oggi a fare il punto... non sono fatto per comporre cose tanto complicate.» In un'altra lettera a Nikolaj Mjaskovskij, dopo la prima, Prokofiev scrisse: «Ho reso la mia musica complessa a tal punto che quando l'ascolto io stesso non ne colgo l'essenza, per cui cosa posso chiedere agli altri?».
Prokof'ev avrebbe voluto riscrivere il brano in tre movimenti, e assegnare a questa riscrittura il numero d'opera 136, ma il compositore morì prima di poter intraprendere la revisione. La sinfonia, poco eseguita, resta uno dei lavori meno conosciuti del compositore.

## Struttura e analisi
La sinfonia è in due movimenti, della durata complessiva di 37–40 minuti:
- Allegro ben articolato (12 minuti circa)
- Tema e variazioni (25 minuti circa)
  - Tema: Andante
  - Variazione 1: L'istesso tempo
  - Variazione 2: Allegro non troppo
  - Variazione 3: Allegro
  - Variazione 4: Larghetto
  - Variazione 5: Allegro con brio
  - Variazione 6: Allegro moderato
  - Tema

Prokof'ev modellò la struttura della sinfonia su quella dell'ultima sonata per pianoforte di Beethoven (Op. 111): solo due tempi, un primo movimento tempestoso in tonalità minore seguito da un tema con variazioni. Anche se nelle intenzioni del compositore il primo movimento avrebbe dovuto ricordare nel tema l'opera beethoveniana, non vi si può riscontrare nessuna somiglianza; l'analogia sta solo nella struttura. La forza sonora dell'opera, ottenuta con un organico di notevoli dimensioni, è paragonabile ad altre composizioni di Prokof'ev, quali la Suite scita. 
Il primo tempo, in forma sonata, è ritmicamente martellante, armonicamente dissonante, e denso nella tessitura; per l'intensità sonora e l'aspetto fortemente "modernista" questa prima parte è stata spesso posta in analogia con il "macchinismo" di moda all'epoca presente in opere come Pacific 231 di Honegger o Fonderia d'acciaio di Mosolov.
Il secondo movimento, lungo il doppio del primo, non ha più nulla dell'ispirazione legata al tema della "macchina"; è costituito da una serie di variazioni su un tema diatonico e lamentoso suonato dall'oboe e si apre in un'atmosfera quasi pastorale che perdura per tutte e sei le variazioni, creando così un forte contrasto con la sprezzante coda del primo movimento. Le successive variazioni contrappongono momenti meditativi a momenti di impertinente giocosità, sebbene la tensione creata dal primo movimento non si allontani mai e susciti un crescente senso di agitazione. L'ultima variazione unisce al tema la violenza del primo movimento, raggiungendo così un climax inevitabile. La sinfonia si conclude con una toccante ripresa del tema iniziale dell'oboe, alla fine interrotta da un inquietante accordo degli archi. Caso rarissimo in una composizione sinfonica, la partitura dell'opera termina con un pianissimo sfumato.

## Strumentazione
L'opera è scritta per la seguente orchestra:
Legni:
ottavino, due flauti, due oboi, corno inglese, due clarinetti, clarinetto basso, due fagotti, controfagotto,
Ottoni: 
quattro corni, tre trombe, tre tromboni, tuba
Percussioni:
timpani, grancassa, piatti, rullante, nacchere, triangolo, tamburello basco
Tastiere: pianoforte
Archi: violini (primi e secondi), viole, violoncelli, contrabbassi

## Incisioni
| Orchestra                                    | Direttore              | Casa discografica   | Anno di Incisione | Formato |
| -------------------------------------------- | ---------------------- | ------------------- | ----------------- | ------- |
| Boston Symphony Orchestra                    | Erich Leinsdorf        | Sony Classical      | 1968              | CD      |
| London Philharmonic Orchestra                | Walter Weller          | Decca               | 1978              | CD      |
| Orchestra Filarmonica Ceca                   | Zdeněk Košler          | Supraphon           | 1980              | CD      |
| Royal Scottish National Orchestra            | Neeme Järvi            | Chandos Records     | 1986              | CD      |
| Orchestre National de France                 | Mstislav Rostropovich  | Erato               | 1988              | CD      |
| Berliner Philharmoniker                      | Seiji Ozawa            | Deutsche Grammophon | 1990              | CD      |
| Royal Scottish National Orchestra            | Neeme Järvi            | Chandos             | 1992              | CD      |
| London Symphony Orchestra                    | Valery Gergiev         | Philips             | 2004              | CD      |
| Cappella Sinfonica Accademica di Stato Russa | Valeri Polyansky       | Chandos Records     | ?                 | CD      |
| National Symphony Orchestra of Ukraine       | Theodore Kuchar        | Naxos               | 2004              | CD      |
| Orchestre national de France                 | Jean Martinon          | Vox Records         |                   | CD      |
| Cappella Sinfonica Accademica di Stato Russa | Gennadi Rozhdestvensky |                     |                   | CD/LP   |